# Vrachonisída Vasilikí
Vrachonisída Vasilikí är en ö i Grekland.   Den ligger i prefekturen Nomós Dodekanísou och regionen Sydegeiska öarna, i den sydöstra delen av landet, 300 km öster om huvudstaden Aten.